# Jane Placide
Jane Placide (1804-16 de mayo de 1835) fue una actriz estadounidense.

## Vida
Los padres de Jane habían emigrado a Estados Unidos en 1792. Era hija de Alexander Placide, director del Teatro Charleston en Charleston, y de la actriz y cantante de ópera Charlotte Wrighten Placide, que dirigió el mismo teatro tras la muerte de su cónyuge hasta 1813, cuando la familia perdió el teatro.
Placide tuvo tres hermanos: Caroline, Henry y Thomas. Los cuatro hijos se convirtieron en actores conocidos, aunque no está claro el nombre artístico que utilizaron posteriormente.

### Carrera
Jane Placide y sus hermanos fueron educados en la actuación desde una edad temprana en la compañía teatral de sus padres, que actuaban tanto en el teatro de Charleston como en giras por Virginia y los estados de Carolina. Debutó formalmente como actriz en el papel de Volante en "La luna de miel" en la compañía de Virginia de Charles Gilfert en Norfolk, Virginia, en 1820.
Placide fue contratada por James H. Caldwell en su Compañía Americana del Teatro Americano en la calle Orleans de Nueva Orleans, donde debutó en 1823. La Compañía Americana de Caldwell fue el primer teatro permanente en lengua inglesa de Nueva Orleans, y Jane Placide se convertiría en la actriz más célebre de Nueva Orleans. Trabajó en el Camp Street Theatre (también llamado "American Theatre") desde 1824, cuando Caldwell fundó ese teatro. Durante su período de empleo, el Camp Street Theatre fue calificado como el mejor teatro del Sur, y Placide se hizo famosa en todo el Sur de Antebellum.
Principalmente interpretó papeles de Shakespeare, como Ofelia, Desdémona y Julieta, pero también actuó en comedias, como la Sra. Candour en "The School for Scandal", y en dramas melódicos, como la Sra. Haller en "The Stranger" de Benjamin Thompson.  Uno de sus papeles más famosos fue cuando apareció en el American Theatre de Caldwell en la tragedia romántica de James H. Kennicott Irma; o La predicción, en 1830. Actuó con muchos de los actores más famosos de la escena estadounidense, como Thomas Abthorpe Cooper, Junius Brutus Booth y Edwin Forrest. En 1834, acompañó a James H. Caldwell a Londres, donde debutó en el teatro Covent Garden.
Placide nunca se casó, pero mantuvo una relación de larga duración con James H. Caldwell. Se dice que Edwin Forrest también estaba enamorado de Placide, y supuestamente retó a Caldwell a un duelo, que nunca se produjo.

### Muerte
Placide fue enterrada originalmente en el cementerio de Girod. Con el tiempo, el cementerio se disolvió y sus restos se volvieron a enterrar en el Mausoleo de la Esperanza.